# Wilhelm Marx

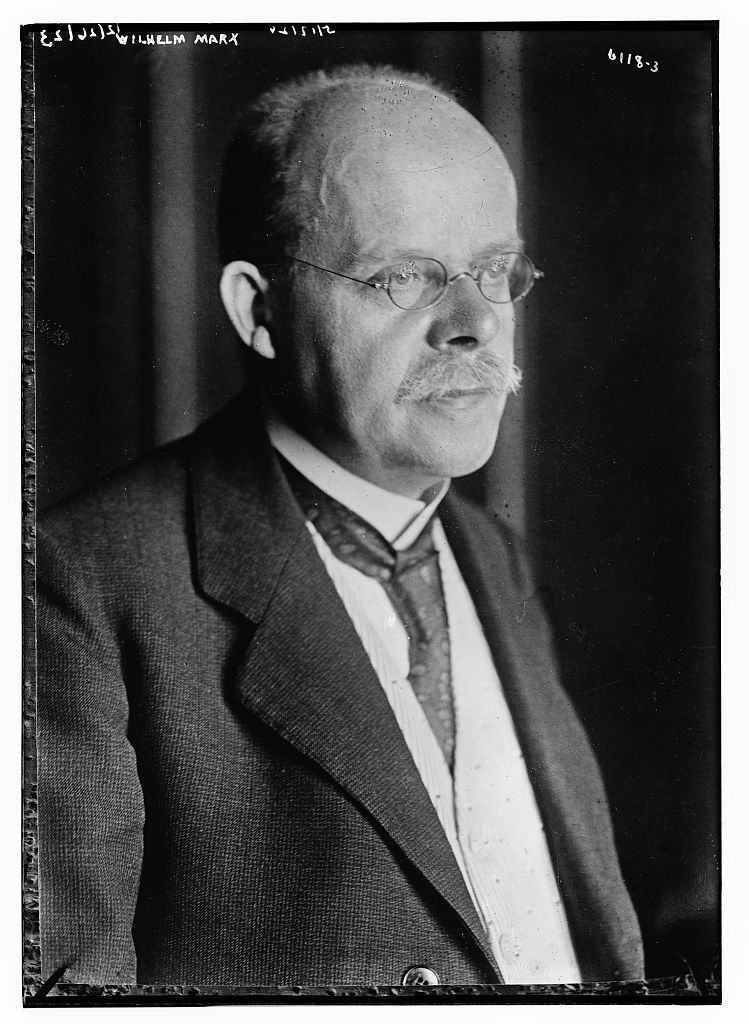
Reichskanzler Wilhelm Marx

Wilhelm Marx (Keulen, 15 januari 1863 - Bonn, 5 augustus 1946) was een Duits jurist en politicus. In  de Weimarrepubliek was hij herhaaldelijk rijkskanselier (regeringsleider).
Marx was de zoon van een volksschoolleraar. Hij studeerde rechten in Bonn en werkte daarna vooral bij rechtbanken, onder meer als rechter. Van 1907 tot 1921 was hij Oberlandesgerichtsrat in Düsseldorf en later senaatspresident van het Kammergericht te Berlijn.
Als lid van de katholieke Zentrumspartei zat hij vanaf 1899 in het parlement van Pruisen en vanaf 1910 in het Duitse parlement, de Rijksdag. De rustige, bemiddelende politicus hield zich vooral bezig met onderwijs en cultuur.
In november 1923 werd Marx voor het eerst rijkskanselier. Hij leidde twee kabinetten tot januari 1925, en nog twee kabinetten van mei 1926 tot juni 1928. Daartussen was hij minister onder de partijloze rijkskanselier Hans Luther. Begin 1925 was Marx gedurende een maand minister-president van Pruisen.
Bij de presidentsverkiezingen van 1925 was Marx de kandidaat van de centrumlinkse partijen, maar hij verloor van Paul von Hindenburg.
In de tijd van het nationaalsocialisme leefde Marx teruggetrokken in Bonn.
Adolf Heinrich von Arnim-Boitzenburg · Ludolf Camphausen · Rudolf von Auerswald · Ernst von Pfuel · Friedrich Wilhelm von Brandenburg · Adalbert von Ladenberg (a.i.) · Otto Theodor von Manteuffel · Karel Anton van Hohenzollern-Sigmaringen · Adolf zu Hohenlohe-Ingelfingen (a.i.) · Otto von Bismarck · Albrecht von Roon · Otto von Bismarck · Leo von Caprivi · Botho zu Eulenburg · Chlodwig zu Hohenlohe-Schillingsfürst · Bernhard von Bülow · Theobald von Bethmann Hollweg · Georg Michaelis · Georg von Hertling · Max van Baden · Paul Hirsch · Heinrich Ströbel · Paul Hirsch · Otto Braun · Adam Stegerwald · Otto Braun · Wilhelm Marx · Otto Braun · Hermann Göring
- Bibliothèque nationale de France: cb135706801 (data)
- Gemeinsame Normdatei: 11873153X
- International Standard Name Identifier: 0000 0000 8108 9051
- Library of Congress Control Number: n88083981
- Nationale bibliotheek van Australië: 35788114
- Nationale Bibliotheek van Israël: 987007265012305171
- Nederlandse Thesaurus van Auteursnamen: 075124955
- SNAC: w66h7qf1
- Système universitaire de documentation: 052636054
- Trove: 1088214
- Virtual International Authority File: 29699414
- WorldCat: E39PBJxhrrffXYpqT4mfbXH3cP